# Jagdschloss Holzheim
Das Jagdschloss Holzheim ist ein ehemaliges Jagdschloss am südlichen Rand von Holzheim, einem Ortsteil der Gemeinde Haunetal im Landkreis Hersfeld-Rotenburg in Hessen. Es befindet sich in Privatbesitz und ist nicht öffentlich zugänglich.  Es steht als Kulturdenkmal unter Denkmalschutz. Das ehemalige Jagdschloss wird in der Literatur oft verwechselt oder vermischt mit dem sich im Ort befindlichen Dicken Turm, den Überresten der Burg Holzheim.

## Gebäude
In seiner heutigen Erscheinungsform besteht der etwa 20 m lange und 10 m breite Bau aus einem massiven, aus Sandstein gemauerten Erdgeschoss und einem Obergeschoss aus Fachwerk, bedeckt von einem einfachen Satteldach. Das Erdgeschoss ist fünfachsig mit dem barocken Portal und dessen zweiflügeliger Eichentür in der Mitte. Das Obergeschoss ist siebenachsig. Auf der dem Park zugewandten Seite ist ein Spitzbogen aus gotischer Zeit erhalten. 
Von der Schloßgartenstraße führt eine Lindenallee auf das Schloss zu, von der Turmstraße aus ist es über eine Sandsteintreppe mit langen, flachen Stufen erreichbar. Reste eines Barockgartens, in dem sich eine originale Pferdetränke befindet, sind ebenfalls noch erhalten. Die Pferdetränke wurde früher von einem heute unterirdischen Bachlauf gespeist.

## Geschichte

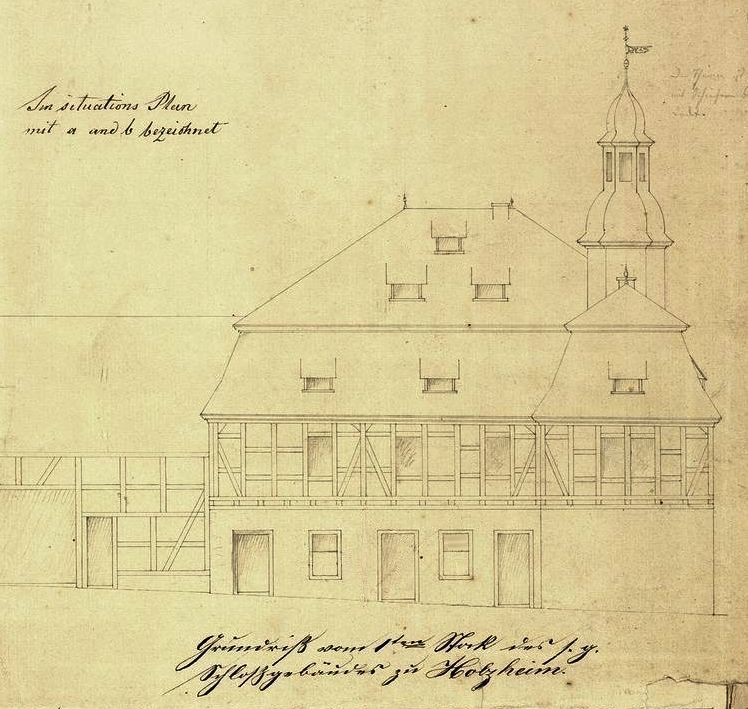
Seitenansicht um 1860

Der Gewölbekeller mit einem zugemauerten Geheimgang und die Grundmauern des denkmalgeschützten Schlosses stammen aus dem 12. Jahrhundert (Ersterwähnung 1183). Die damalige Kemenate und das dazugehörige Gut waren im Besitz des Ortsadelgeschlechts derer von Holzheim. Als dieses im Mannesstamm ausstarb, wurden die Herren von Romrod mit dem Ort und dem Hofsitz belehnt. Sie bauten die Kemenate zu einem Herrenhaus aus. Nachdem Mitte des 16. Jahrhunderts die benachbarte Burg Hauneck verfallen war, wurde 1560 der landgräflich-hessische Amtmann und Schultheiß nach Holzheim versetzt, wo er für die zusammengefassten Ämter Hauneck, Schildschlag und Johannesberg im einstigen Herrenhaus der Romrods amtierte. Von 1562 bis 1818 sind die Amtmänner bzw. Schultheißen lückenlos nachweisbar.
Im Jahre 1643, während des Dreißigjährigen Krieges, brannte das Herrenhaus bis auf die meterdicken Mauern des Sockelgeschosses aus, wurde aber wieder aufgebaut. 1686 kaufte Landgraf Karl von Hessen-Kassel das Gut von den in Geldnot befindlichen Lukas Wilhelm, Wolf Adam und Johann Heinrich von Romrod. Karls Sohn und Nachfolger, Landgraf Friedrich I., seit 1720 auch König von Schweden, bzw. dessen in Kassel für ihn regierender Bruder Wilhelm VIII. ließen es in den Jahren 1732 bis 1735 durch Hofbaumeister Charles du Ry zum herrschaftlichen Jagdschloss um- und ausbauen. Von dieser Umgestaltung zeugen das barocke Hauptportal mit dem volutenförmigen Oberlicht (das noch über originale Glasscheiben verfügt), das Obergeschoss mit verziertem Fachwerk, die freihängende Treppe im Treppenhaus, ein noch heute am Haus vorhandenes, aber verdecktes landgräfliches Wappen sowie eine weitgehend erhaltene, ca. 2,50 Meter hohe, das Grundstück umfriedende Sandsteinmauer. Aus der ehemaligen Zehntscheune wurde ein Pferdestall, an dessen Eingang noch heute Friedrichs Monogramm aus dem Jahr 1739 von diesem Umbau zeugt. Im Gegensatz dazu führt Knappe an, dass die Romrods noch um 1760 im Ort als Herren auftraten.
Nachdem Hessen-Kassel 1866 von Preußen annektiert worden war, wurde das Schloss kurzzeitig als preußisches Amtsgericht genutzt, mit einem Gefängnisraum im Untergeschoss. Das Amtsgericht wurde jedoch schon bald darauf nach Niederaula verlegt, und das einstige Jagdschloss diente dann bis 1963 als Revierförsterei. Bauzeichnungen von 1785/86, ergänzt 1860, zeigen das Gebäude noch in seinem herrschaftlichen Schlosscharakter, mit Mansardwalmdach und Gauben sowie mit achteckigem Turm mit Laterne mittig an der Vorderseite über dem Portal. Turm, Mansarddach und Gauben fielen späteren, von nüchterner Kostenkalkulation geleiteten Umbauten zum Opfer.
Seit 1965 befindet sich das Gebäude in Privatbesitz.